# OPA3
OPA3 (англ. OPA3, outer mitochondrial membrane lipid metabolism regulator) – білок, який кодується однойменним геном, розташованим у людей на короткому плечі 19-ї хромосоми. Довжина поліпептидного ланцюга білка становить 179 амінокислот, а молекулярна маса — 19 996.
| 10         |  | 20         |  | 30         |  | 40         |  | 50         |
| ---------- |  | ---------- |  | ---------- |  | ---------- |  | ---------- |
| MVVGAFPMAK |  | LLYLGIRQVS |  | KPLANRIKEA |  | ARRSEFFKTY |  | ICLPPAQLYH |
| WVEMRTKMRI |  | MGFRGTVIKP |  | LNEEAAAELG |  | AELLGEATIF |  | IVGGGCLVLE |
| YWRHQAQQRH |  | KEEEQRAAWN |  | ALRDEVGHLA |  | LALEALQAQV |  | QAAPPQGALE |
| ELRTELQEVR |  | AQLCNPGRSA |  | SHAVPASKK  |  |            |  |            |

A: Аланін

C: Цистеїн

D: Аспарагінова кислота

E: Глутамінова кислота

F: Фенілаланін

G: Гліцин

H: Гістидин

I: Ізолейцин

K: Лізин

L: Лейцин

M: Метіонін

N: Аспарагін

P: Пролін

Q: Глутамін

R: Аргінін

S: Серин

T: Треонін

V: Валін

W: Триптофан

Задіяний у такому біологічному процесі, як альтернативний сплайсинг. 
Локалізований у мітохондрії.